# Estatua de la Victoria
La Estatua de la Victoria es una estatua que se hallaba presente en el Senado Romano, es de origen pagano y fuente de continuas disputas en la antigüedad tardía en el Imperio romano, donde las luchas de poder entre senadores paganos y senadores cristianos hacían retirar la estatua y volverla a traer al senado una y otra vez como símbolo de la dominación del cristianismo sobre el paganismo y viceversa.
Dicha disputa duró más de un siglo y, aunque incruenta, llegó a llamarse la guerra de las estatuas, ya que se supone que la sustitución de estatuas paganas provocaba gran agitación entre partidarios y detractores de las mismas.
- Datos: Q16564860